# Christopher Darden

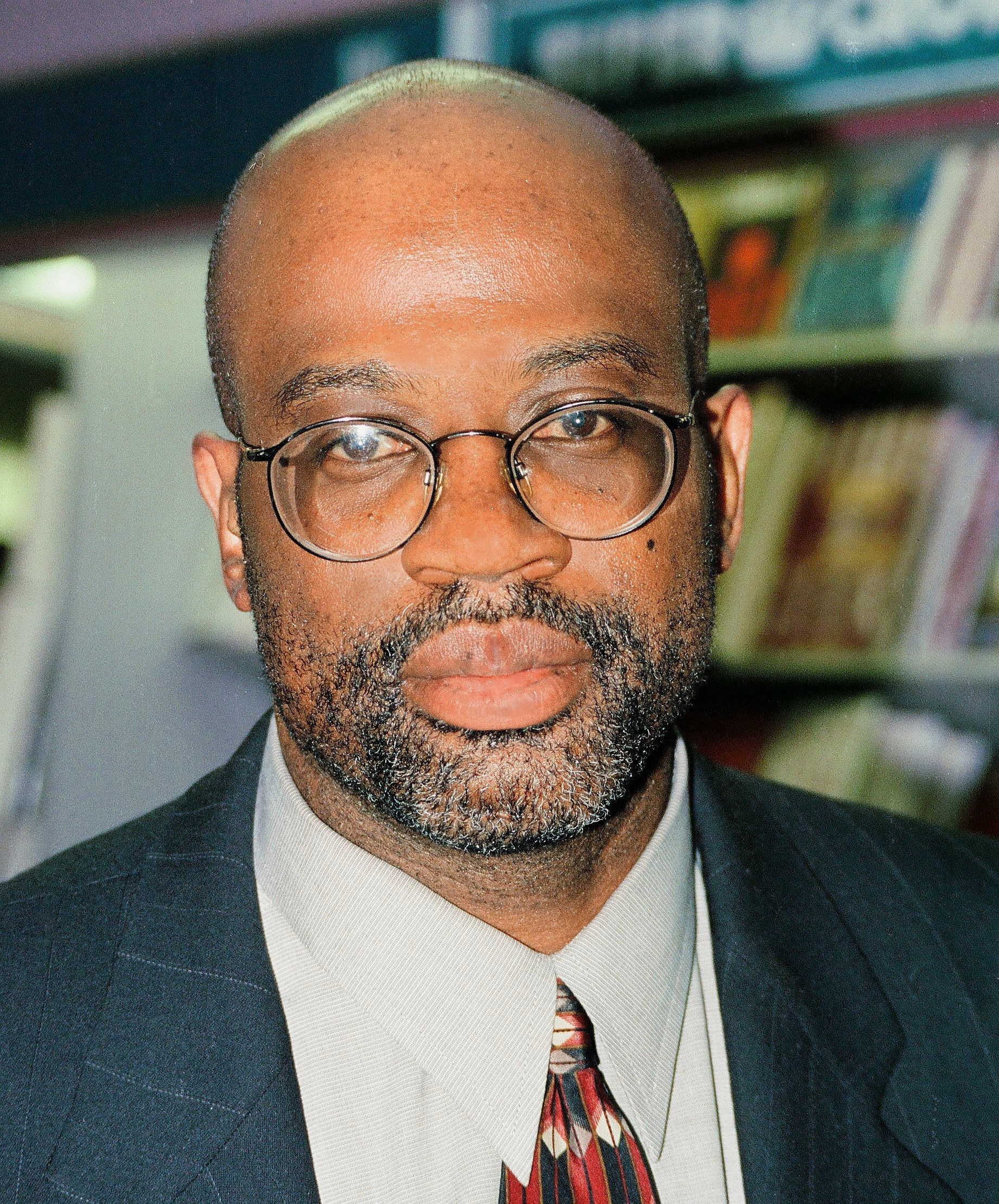
Christopher Darden

Christopher Allen Darden (* 7. April 1956) ist ein US-amerikanischer Jurist, Buchautor und ehemaliger Staatsanwalt. Weltweite Bekanntheit erlangte er im Jahr 1994 als Ankläger im Strafprozess gegen O. J. Simpson.

## Karriere
Darden erlangte einen B.S. im Fach Kriminalverwaltung von der San José State University im Jahr 1977 und einen J.D. von der University of California, Hastings College of the Law im Jahr 1980.
Darden war ab 1980 für 15 Jahre in der Staatsanwaltschaft von Los Angeles tätig und auf die Verfolgung von Gewaltverbrechen spezialisiert. Er arbeitet zeitweilig als Assistant Head Deputy Attorney der Special Investigations Division und nahm an der Verhandlung von 27 Mordfällen teil. Weltweite Bekanntheit erreichte er als Teil des Anklageteams im Prozess gegen O.J. Simpson.

## Tätigkeit als Buchautor
Darden ist Autor oder Co-Autor der Bücher In Contempt (1996), The Trials of Nikki Hill (1999), LA Justice (2000) und The Last Defense (2002).

## Persönliches
Darden wuchs in einer von ihm selbst als arm beschriebenen Familie aus Richmond, Kalifornien, auf. Sein Bruder war drogenabhängig und starb nur einen Monat nach Verkündung des Urteils im Simpson-Prozess an AIDS.
Im Jahr 1997 heiratete er die TV Managerin Marcia Carter. Das Paar hat drei Kinder.